# José Elías Rauda Gutiérrez

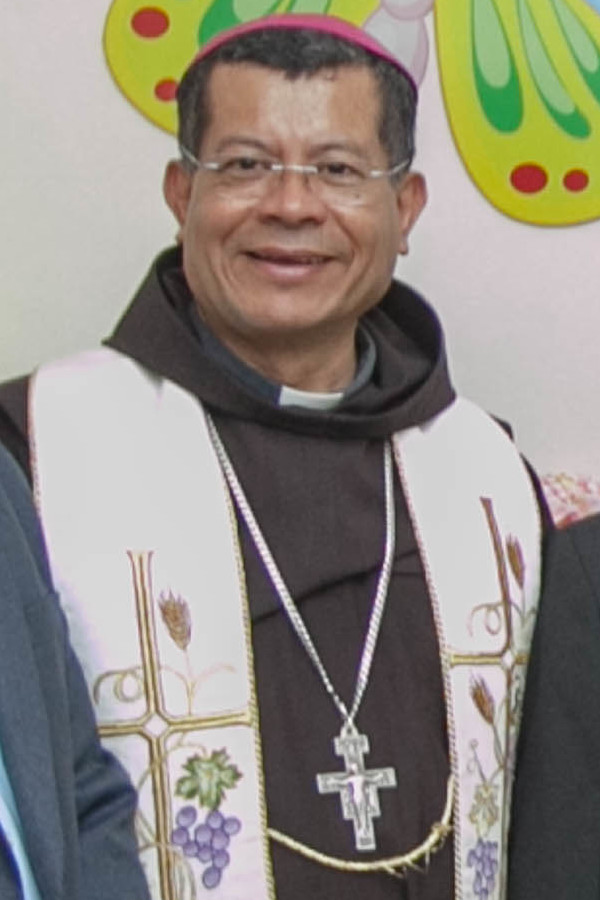
José Elías Rauda Gutiérrez (2017)

José Elías Rauda Gutiérrez OFM (* 20. Juli 1962 in Agua Caliente) ist ein salvadorianischer Priester und Bischof von San Vicente.

## Leben
José Elías Rauda Gutiérrez trat der Ordensgemeinschaft der Franziskaner (OFM) bei, legte die feierliche Profess am 28. Februar 1987 ab und empfing am 1. April 1989 die Priesterweihe. Papst Benedikt XVI. ernannte ihn am 25. Januar 2008 zum Weihbischof in Santa Ana und Titularbischof von Foratiana.
Die Bischofsweihe spendete ihm der Apostolische Nuntius in El Salvador und Belize, Luigi Pezzuto, am 19. April desselben Jahres; Mitkonsekratoren waren Romeo Tovar Astorga OFM, Bischof von Santa Ana, und Luis Morao Andreazza OFM, Bischof von Chalatenango.
Am 12. Dezember 2009 wurde er zum Bischof von San Vicente ernannt.